# Ferreiros de Lomba
Ferreiros de Lomba es una aldea portuguesa situada en la freguesía de Vilar de Lomba e São Jomil, del municipio de Vinhais y distrito de Braganza.

## Geografía
La aldea está enclavada en el parque natural de Montesinhos.

## Patrimonio
Cabe destacar el fantástico entorno natural (aún virgen), el mirador de las Fragas (conjunto de rocas) del cual se consigue una vista espectacular de las montañas que lo rodean y de todos los pueblos colindantes; así como su antiquísima iglesia de la Virgen Santa Luzía que celebra su festividad el 1°martes de agosto. Las gentes de este pueblo, ancianos mayoritariamente, ya que la gente joven ha emigrado a la capital Lisboa y a otros países en busca de mejores condiciones laborales, se dedican a la agricultura de subsistencia.